# Шоршоров, Степан Мкртычевич
Степан Мкртычевич Шоршоров (31 января 1956, Ростов-на-Дону — 17 октября 2017, Ростов-на-Дону) — российский политик и бизнесмен, депутат Государственной Думы РФ третьего, четвёртого и пятого созывов (1999—2003, 2003—2007, 2007—2011).

## Биография
Родился 31 января 1956 года в Ростове-на-Дону.
Окончил Ростовский стороительный техникум (1975), Ростовский институт народного хозяйства (1990), Санкт-Петербургский университет МВД России (2002) и Российский государственный торгово-экономический университет (2003). Кандидат экономических наук, доктор философии, доцент, академик Академии проблем безопасности, обороны и правопорядка, академик Международной Академии Реальной Экономики.
1975—1992 годы — работа на руководящих должностях в ряде строительных организаций Ростова-на-Дону.
1992—1996 годы — директор ТОО «Агромодель»
1996—1998 годы — директор Ростовского филиала Федеральной продовольственной корпорации при Министерстве сельского хозяйства и продовольствия РФ
В 1998 году он возглавил ОАО «Напитки Дона», занимающееся реализацией алкогольной продукции.
В 1999 году С. М. Шоршоров был избран депутатом Государственной Думы третьего созыва по федеральному списку Межрегионального движения «Единство» (Медведь). Заместитель председателя комитета Думы по делам Федерации и региональной политике. Входил в состав фракции «Единство», был членом комитета по безопасности.
2000 год — член комитета Государственной Думы по безопасности, член исполкома Общероссийского политического движения «Единство», член Центрального исполнительного комитета партии «Единство».
2003—2007 годы — депутат Государственной Думы четвёртого созыва от избирательного объединения Партия «Единство» и «Отечество» — Единая Россия, член фракции «Единая Россия».
В 2003 году на депутата Степана Шоршорова было совершено покушение: его дом в Ростове-на-Дону обстреляли из автоматов, но никто из членов семьи не пострадал.
2007—2011 годы — депутат Государственной Думы пятого созыва от федерального списка кандидатов, выдвинутого Всероссийской партией «Единая Россия», член фракции «Единая Россия», заместитель председателя комитета ГД по делам национальностей.
Награждён медалью ордена «За заслуги перед Отечеством» II степени (2006).
Женат, имеет сына и дочь.